# 克雷马十字圣母圣殿
45°22′30.80″N 9°41′51.56″E / 45.3752222°N 9.6976556°E

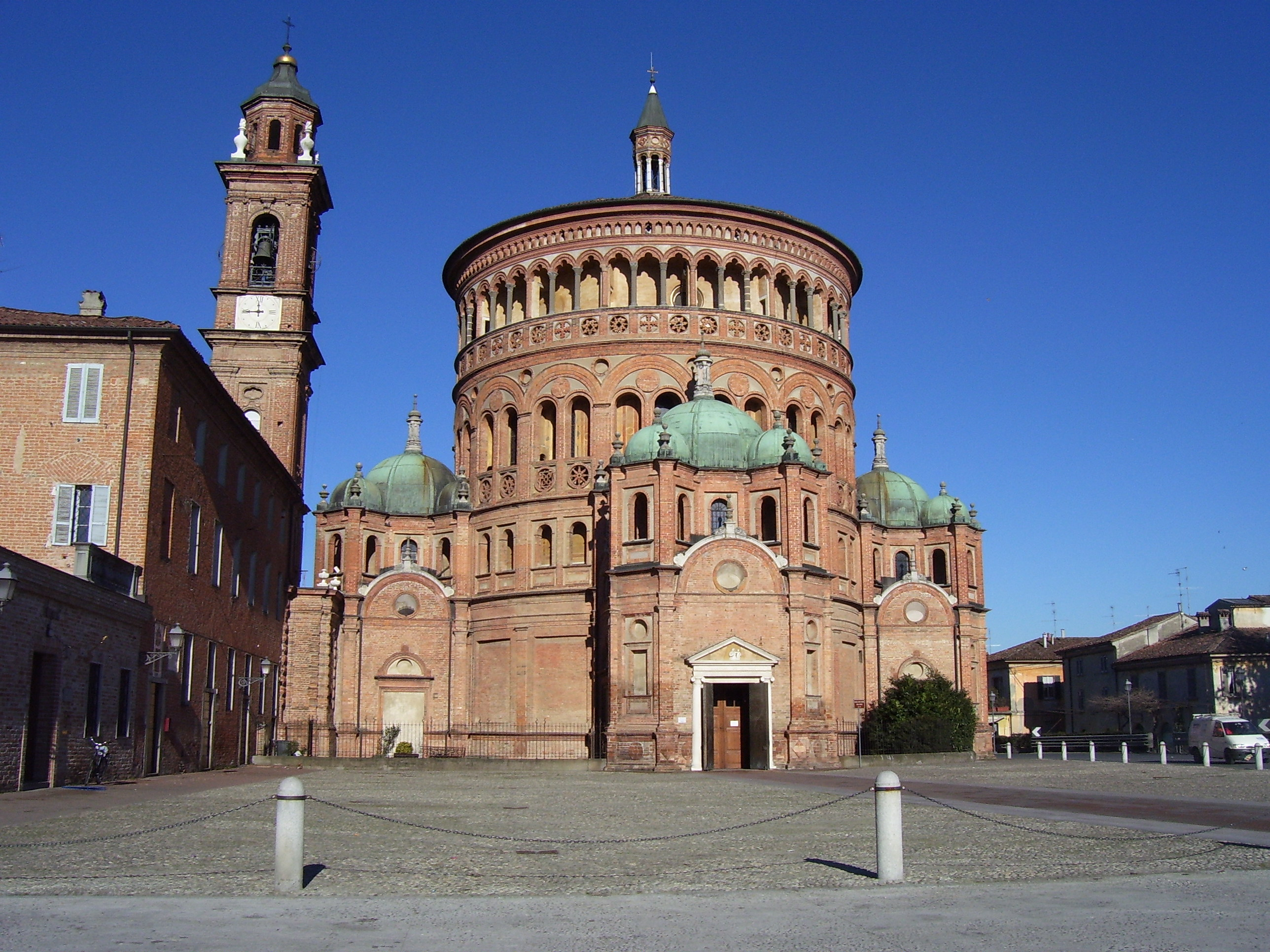

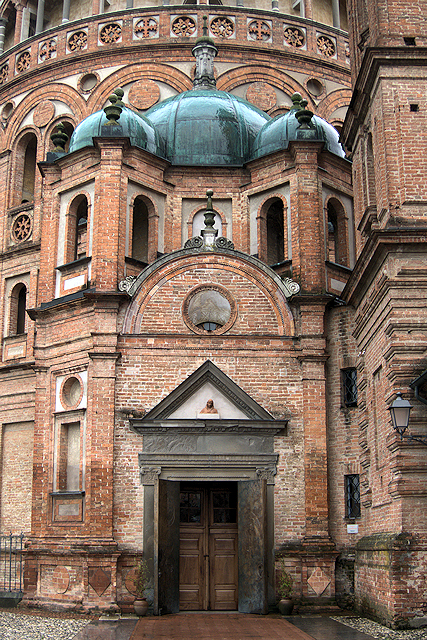

十字圣母圣殿是一座罗马天主教圣地和宗座圣殿，位于意大利伦巴第大区克雷莫纳省克雷马。
该堂为伦巴第文艺复兴风格，距离市中心约一英里半，在中世纪城墙外，通往贝加莫的路上。传说在1490 年 4 月 13 日，来自克雷莫纳的妇女卡特琳娜·德利·乌贝蒂被丈夫打成重伤，圣母向她显现。在谋杀发生的地方，奇迹不断发生，这个地方成了一个圣地，地方当局决定建造朝圣所。 
布拉曼特制作了教堂模型，然后交给他的助手乔瓦尼· 巴塔吉奥完成，后者添加了外侧的四个圆形建筑。  圣殿尚未完工，在 1514 年米兰公国围攻城市时遭到破坏。
1694 年，该堂交由赤足加尔默罗会管理，他们于 1706 年开始建造附属的修道院。 1710 年增建了一座钟楼。 1914 年，原来的砖路面被现在的瓷砖所取代。1958 年，该堂由教宗庇护十二世升格为宗座圣殿。
近年来，圣殿交给圣神传教会。
巴塔吉奥设计了希腊十字平面，中央部分高35米，外部圆形，内部八角形， 周围四个较小的部分高15米。建筑的外部由未装饰的砖块组成。